# رالف شفارتز
رالف شفارتز (بالهولندية: Ralph Schwarz)‏ هو مجدف هولندي، ولد في 28 مارس 1967 في نيوكوب في هولندا، وتوفي في 17 سبتمبر 1992 في شيكاغو في الولايات المتحدة.

## وصلات خارجية
- رالف شفارتز على موقع الاتحاد الدولي للتجديف (الإنجليزية)
- رالف شفارتز على موقع اللجنة الأولمبية الدولية (الإنجليزية)
- رالف شفارتز على موقع أوليمبيديا (الإنجليزية)